# Нанда (индуизм)
На́нда (санскр. नंद, "дарующий радость") — приёмный отец Кришны в индуизме. Нанда был предводителем пастушеского племени в Гокуле и жил в деревне Нандаграм. Сразу же после рождения Кришны, Васудева перенёс Кришну из Матхуры в дом Нанды и его жены Яшоды в Гокуле, где Кришна и провёл всё своё детство в компании других мальчиков-пастушков и девочек-пастушек гопи.
Существуют несколько имён Кришны, связанных с Нандой, например Нандалал (которое означает «сын Нанды») и Нанда-нандана («тот, кто дарует счастье Нанде»).